# ジョバンニ・ゴンサレス
ジョバンニ・アレッサンドロ・ゴンサレス・アプド（Giovanni Alessandro González Apud, 1994年9月20日 - ）は、ウルグアイ・モンテビデオ県モンテビデオ出身のサッカー選手。ウルグアイ代表。FCクラスノダール所属。ポジションはDF。

## クラブ経歴
2014年に国内リーグのリーベル・プレートのユースチームに入団。同年9月14日のCAレンティスタス戦でプロデビュー。2017年10月15日のデフェンソール・スポルティング戦で、プロ初ゴールを記録。翌2018年シーズンはリーグ戦36試合に先発出場した。
2018年1月、CAペニャロールに移籍した。
2022年1月29日、RCDマジョルカと2024年6月30日までの契約を結んだ。
2024年8月17日、FCクラスノダールに3年契約で移籍した。

## 代表経歴
2019年3月のチャイナカップでウルグアイ代表に初招集。22日のウズベキスタン戦で代表デビュー。同年開催のコパ・アメリカ2019にも出場した。